# Rolf Maurer
Pour les articles homonymes, voir Maurer.
Rolf Maurer, né le 16 avril 1938 à Hedingen, dans le canton de Zurich et mort le 7 juin 2019 à Hedingen, est un coureur cycliste professionnel suisse de 1960 à 1969.

## Palmarès

### Palmarès amateur
- 1957
  -  Champion de Suisse de poursuite amateurs
- 1959
  - 2e du championnat de Suisse de poursuite amateurs
  - 3e du Championnat de Zurich amateurs
- 1960
  - Giro del Mendrisiotto
  - 10ea (contre-la-montre) et 10eb étapes du Tour de Tunisie

### Palmarès professionnel
- 1960
  - 2e du championnat de Suisse de poursuite
- 1961
  - Championnat de Zurich
  - 2e de Berne-Genève
  - 3e du championnat de Suisse sur route
- 1962
  - 2e du Tour du Nord-Ouest de la Suisse
  - 10e du Tour de Suisse
- 1963
  - 4e étape du Tour de Romandie
  - 12e étape du Tour de l'Avenir
  - 2e du Tour de Suisse
  - 2e du Tour de l'Avenir
  - 3e du Tour du Nord-Ouest de la Suisse
  - 3e de Munich-Zurich
- 1964
  - Tour de Romandie
  - 10e étape du Tour d'Italie
  - Tour de Suisse :
    - Classement général
    - 2e et 3e (contre-la-moentre) étapes

  - 2e du championnat de Suisse sur route
  - 3e du championnat de Suisse de poursuite
  - 9e du Tour d'Italie
- 1965
  - 2e du Tour de Romandie
  - 3e de Munich-Zurich
  - 3e du Tour des Quatre Cantons
- 1966
  - 1re étape de Tirreno-Adriatico
  - 3e du Tour de Romandie
  - 3e de Tirreno-Adriatico
  - 6e de Milan-San Remo
  - 6e du Tour de Suisse
  - 10e du Tour d'Italie
- 1967
  - 2e du Tour de Suisse
  - 3e du championnat de Suisse de poursuite
- 1968
  - Tour des Quatre Cantons
  - Grand Prix Campagnolo
  - 5e étape du Tour de Suisse
  - 6e de Milan-San Remo
  - 9e du Tour de Suisse

## Résultats sur le Tour d'Italie
5 participations
- 1964 : 9e, vainqueur de la 10e étape
- 1966 : 10e
- 1967 : 25e
- 1968 : 35e
- 1969 : abandon